# Ephippiger
Ephippiger és un gènere d'ortòpters de la família Tettigoniidae.

## Descripció
El gènere es distingeix pel seu pronot en forma de sella, de vegades molt elevat en la metazona, darrere del solc típic. La part posterior del cap de vegades és marcada amb negre. No s'ha de confondre amb els Barbitistes , el pronot dels quals és lleugerament arrodonit.

## Distribució
Les espècies d'aquest gènere es troben a Europa i Somàlia.

## Llista d'espècies
Segons l'arxiu d'espècies d'ortòpters (28 de març de 2010):
- - Ephippiger apulus (Ramme, 1933)
  - Ephippiger bormansi Brunner von Wattenwyl, 1882
  - Ephippiger camillae Fontana & Massa, 2000
  - Ephippiger carlottae Fontana & Odé, 2003
  - Ephippiger cavannai Targioni-Tozzetti, 1881
  - Ephippiger discoidalis Fieber, 1853
  - Ephippiger diurnus Dufour, 1841
  - Ephippiger ephippiger (Fiebig, 1784) - Ephippiger de la vinya o porta-sella
  - Ephippiger mischtschenkoi Harz, 1966
  - Ephippiger perforatus (Rossius, 1790)
  - Ephippiger persicarius Fruhstorfer, 1921
  - Ephippiger provincialis Yersin, 1854 - Ephippigera provençal
  - Ephippiger ruffoi Galvagni, 1955
  - Ephippiger terrestris Yersin, 1854 - Ephippiger terrestre
  - Ephippiger tropicalis Baccetti, 1985
  - Ephippiger zelleri Fischer, 1853

## Referència
- (alemany) Berthold, 1827 : Latreille's Naturliche Familien des Thierreichs / aus dem Franzosischen, mit Anmerkungen und Zusätzen, von Arnold Adolph Berthold (texte original).